# Bryum remelei
Bryum remelei är en bladmossart som beskrevs av C. Müller 1874. Bryum remelei ingår i släktet bryummossor, och familjen Bryaceae. Inga underarter finns listade i Catalogue of Life.